# Salvelinus levanidovi
Salvelinus levanidovi is een soort forel die behoort tot de zalmen (onderfamilie Salmoninae, familie Salmonidae). De Zweedse naam van deze vis is Citronröding.
Het is een in 1989 beschreven soort forel die voorkomt in het de Zee van Ochotsk en het uiterste noorden van de Grote Oceaan. Verder is weinig bekend over deze soort forel. Hij staat niet op de Rode Lijst van de IUCN.